# San Gennaro nell'anfiteatro di Pozzuoli
San Gennaro nell'anfiteatro di Pozzuoli è un dipinto a olio su tela (300x200 cm) realizzato nel 1636-37 dalla pittrice italiana Artemisia Gentileschi. Dopo essere stato conservato nel museo nazionale di Capodimonte per circa cinquant'anni, è ritornato nella sua collocazione originaria a seguito della riapertura al culto della cattedrale di Pozzuoli.

## L'opera
Il quadro, di notevoli dimensioni, fa parte di un gruppo di tre dipinti realizzati da Artemisia Gentileschi per il duomo di Pozzuoli. Esso testimonia come, a Napoli, la pittrice romana abbia trovato un ambiente disposto a commissionarle non solo tele destinate a collezioni private, ma anche importanti opere devozionali da esporre nei luoghi di culto.
La scena rappresentata nel quadro si riferisce alle tormentate vicende che le fonti agiografiche narrano riguardo al martirio di San Gennaro. Dopo essere stato sottoposto ad altri tormenti, San Gennaro ed i suoi seguaci sono dati in pasto ad un branco famelico di orsi e di leoni. Le belve, anziché assalirlo, si acquietano subito e vanno a leccare i piedi del Santo (che, dopo questo vano tentativo di dargli la morte, sarà poi decapitato).
La tela ci mostra l'istante in cui le belve sono ormai ammansite, mentre San Gennaro, che indossa la mitria vescovile, veste una piviale aperta su una tunica bianca e si appoggia al bastone pastorale, solleva la mano destra, quasi a voler benedire le fiere. Intorno a lui, i suoi seguaci esprimono stupore per il prodigio e venerazione per il santo vescovo. Sullo sfondo si osserva, fedelmente rappresentata, la facciata dell'anfiteatro romano (poiché si tratta del Colosseo, qualche critico ritiene di doverlo attribuire ad un collaboratore romano di Artemisia); l'anfiteatro viene rappresentato quale quinta scenografica visto però dall'esterno (dunque incoerente con la presenza di belve libere), in quanto quello è il suo aspetto più conosciuto che lo faceva riconoscere tale.
I modi stilistici del quadro non hanno la consueta forza drammatica propria della pittrice romana, ma si adattano ad un più misurato e convenzionale linguaggio agiografico.